# Доктор Джи: Медицинское расследование
«Доктор Джи: Медицинское расследование» (англ. Dr. G: Medical Examiner) — реалити-сериал о работе судебного патологоанатома доктора Джи (Джен Гаравалья), задачей которой является установление причины смертей, имеющих необычные обстоятельства или произошедших внезапно. Сериал идёт на телеканале Investigation Discovery .

## О передаче
Документальный реалити-сериал представляет собой отдельные сюжеты с запутанной историей смерти человека, причину которой Доктор Джи пытается раскрыть. В сериале повествуются реальные случаи смертей, а также реконструкция событий, приведших человека к смерти. В сериале Доктор Джи производит натуральные вскрытия трупов.
Доктор Джи расследует целый ряд таких таинственных событий, как внезапную смерть от странной болезни 32-летней женщины, гибель мужчины 76 лет, странным образом выпавшего из вагона. Причина этих несчастных случаев для всех является тайной. Упорное стремление докопаться до истины доктора Джи даёт порой неожиданные результаты при выяснении истинной и зачастую весьма неожиданной причины смерти.